# Vezia
Vezia is een gemeente en plaats in het Zwitserse kanton Ticino en maakt deel uit van het district Lugano.
Vezia telt 1766 inwoners.